# Roberto Uriarte
Roberto Uriarte Torrealday (Bermeo, Vizcaya, 20 de octubre de 1960) es un jurista, profesor universitario y político español.
Fue el primer secretario general de Podemos en el País Vasco, entre el 14 de febrero de 2015 y el 7 de noviembre de 2015, cargo del que dimitió por discrepancias con la dirección nacional del partido. Posteriormente es elegido diputado por Vizcaya en la xiii legislatura tras liderar la lista vizcaína al Congreso de los Diputados de Elkarrekin Podemos para las elecciones generales de abril de 2019, puesto que revalida en la repetición electoral de noviembre para la XIV legislatura.